# Conotrachelus denieri
Conotrachelus denieri – gatunek chrząszcza z rodziny ryjkowcowatych.

## Zasięg występowania
Ameryka Południowa, występuje w Argentynie, Boliwii oraz Paragwaju.

## Budowa ciała
Przednia krawędź pokryw szersza od przedplecza, Całe ciało pokryte gęstymi włoskami.
Ubarwienie ciała brązowe z jaśniejszymi oraz czarnymi plamkami. Przednia część pokryw jasno kremowobrązowa.